# Nika Fleiss
Nika Fleiss (Brežice, 14 december 1984) is een Kroatische voormalig alpineskiester. Ze nam driemaal deel aan de Olympische Winterspelen, maar behaalde geen medaille. 

## Carrière
Fleiss maakte haar wereldbekerdebuut in oktober 2001 tijdens de reuzenslalom in  Sölden. Ze stond nooit op het podium van een wereldbekerwedstrijd.
Op de Olympische Winterspelen 2002 eindigde Fleiss op de 12e plaats op de slalom en 36e op de reuzenslalom. Vier jaar later, in Turijn, was ze opnieuw van de partij op de Olympische Spelen. Als beste resultaat liet ze een 19e plaats in de reuzenslalom optekenen. Op de Olympische Winterspelen 2010 in Vancouver was een 25e plaats haar beste resultaat, ditmaal op de olympische slalom.

## Resultaten

### Titels
Kroatisch kampioene slalom – 2004

### Wereldkampioenschappen
| Jaar | Plaats                 | Resultaten                   |
| ---- | ---------------------- | ---------------------------- |
| 2001 | Sankt Anton am Arlberg | 22e Slalom                   |
| 2003 | Sankt Moritz           | 8e Slalom 26e Reuzenslalom   |
| 2005 | Bormio                 | 10e Slalom 29e Reuzenslalom  |
| 2009 | Val d'Isère            | 32e Reuzenslalom DNF1 Slalom |

### Olympische Spelen
| Jaar | Plaats         | Resultaten                                             |
| ---- | -------------- | ------------------------------------------------------ |
| 2002 | Salt Lake City | 12e Slalom 36e Reuzenslalom                            |
| 2006 | Turijn         | 19e Reuzenslalom 23e Slalom 40e Super G DNS Combinatie |
| 2010 | Vancouver      | 25e Slalom DNS2 Reuzenslalom                           |

### Wereldbeker

#### Eindklasseringen
| Seizoen   | Algm | SL  | RS  | SC  |
| --------- | ---- | --- | --- | --- |
| 2002/2003 | 83e  | 37e | -   | -   |
| 2003/2004 | 58e  | 22e | -   | -   |
| 2004/2005 | 39e  | 10e | -   | -   |
| 2005/2006 | 45e  | 18e | 37e | 34e |
| 2007/2008 | 61e  | 24e | -   | -   |
| 2008/2009 | 66e  | 23e | 52e | -   |
| 2009/2010 | 91e  | 32e | -   | -   |